# Le Joueur d'échecs
Le Joueur d'échecs oftewel De schaakspeler is een stomme Franse speelfilm uit 1927 van regisseur Raymond Bernard. De speelduur is ongeveer 140 minuten.

## Verhaal
1776 – Pools Litouwen:

De zonderlinge uitvinder en Oostenrijkse diplomaat Baron Wolfgang von Kempelen leeft alleen in een bizar mechanisch huis op de rand van Vilnius in Litouwen, omringd door zijn aparte uitvindingen. Pools Litouwen zwoegt in 1776 onder het ijzeren regime van Rusland en de spanningen tussen de Russische bezetters en de Polen zijn hoog. In zijn zorg heeft Von Kempelen de eigenwijze soldaat Boleslas Vorowski en zijn idealistische pleegzuster Sophie Novinska. Deze beiden zijn leiders van de Poolse weerstand in Vilnius, het portret van Sophie siert het banier van de beweging. Slechts de vriendschap tussen Boleslas en een Russische luitenant, Prins Serge Oblomoff en de (schaak)rivaliteit met Majoor Nicolaieff houden Boleslav en zijn aanhangers onder controle. Als Boleslas op het punt staat om naar huis te gaan om de verjaardag van Sophie te vieren, probeert een van Nicolaieffs mannen een Poolse danseres (Wanda) te verkrachten. Boleslas doodt de aanvaller. Hierdoor ontstaat een gevecht tussen Polen en Russen, hetgeen in een boerenopstand resulteert. Hij haast zich naar huis om Sophie van de oorlog te vertellen. Daar aangekomen vindt hij haar in de armen van Oblomoff. Sophie wordt gedwongen om tussen haar minnaar en haar volk te kiezen en laat Oblomoff gaan.
Bernards beschrijving van de Poolse opstand is groots, de scènes van het slagveld met de slecht gewapende Polen, die ook minder in getal waren, gaan over in een fantasie van Sophie. Zij ziet hoe Boleslas tussen de Russen rijdt, een scène waarin duizenden leden van de Poolse cavalerie meespelen (herinnerend aan de actiescènes van D.W. Griffith of Cecil B. DeMille). Een fantasie is wat het is, de opstand mislukt en Boleslas is verlamd en opgejaagd. De keizer heeft een beloning op zijn hoofd gezet of op dat van iemand die hem beschermt. Boleslas en Sophie vinden bescherming bij Von Kempelen, maar het is slechts een kwestie van tijd voordat zij worden ontdekt. De enige hoop is om naar Duitsland te vluchten, maar hoe?
- Von Kempelen neemt zijn nieuwste creatie, een schaakspelend mechanisch wonder genaamd de Turk, mee op reis, langzaam trekt hij door Polen met Sophie en Wanda op sleeptouw. Met Boleslav verborgen in de Turk worden de Russen weggevaagd – ook al is het slechts op het schaakbord. De automaat is een succes en als ze Duitsland naderen lijkt Von Kempelens plan te werken – totdat ze Majoor Nicolaieff in Warschau tegenkomen en hij het spel van de Turk zeer vertrouwd vindt. De troep van Von Kempelen wordt plotseling naar Sint-Petersburg gesommeerd door Catharina de Grote. Het lot van de Poolse onafhankelijkheid rust nu in de handen van de schaakspeler.

## Het verhaal achter de film
De roman van Henri Dupuy-Mazuel is gebaseerd op het verhaal van de echte Turk. Dit was een automaat die de knapste koppen van Europa en de Verenigde Staten versteld deed staan. De film werd op locatie in Polen, Frankrijk en Zwitserland opgenomen.
Het echte verhaal speelt zich ook af in de jaren 1770. De naam en het beroep van de uitvinder komen overeen met wat in de film wordt geportretteerd. Geautomatiseerde mannequins waren erg in onder de Europese koningshuizen en de aristocratie van de periode, hoewel de meeste slechts beperkte automaten waren met variërende graden van verfijning. De automaat van Von Kempelen leek echter geschikt voor onafhankelijke en logische gedachte, bekwaam om strategie te vormen en niet toegestane bewegingen te ontdekken.

## Rolverdeling
| Acteur           | Personage                   |
| ---------------- | --------------------------- |
| Pierre Blanchar  | Boleslas Vorowski           |
| Charles Dullin   | Baron Wolfgang von Kempelen |
| Edith Jehanne    | Sophie Novinska             |
| Camille Bert     | Majoor Nicolaieff           |
| Pierre Batcheff  | Prins Serge Oblonoff        |
| Marcelle Charles | Catharina II van Rusland    |
| Jacky Monnier    | Wanda                       |
| Armand Bernard   | Roubenko                    |
| Alexiane         | Olga                        |
| Pierre Hot       | Koning Stanislas            |
| Jaime Devesa     | Prins Orloff                |
| Fridette Fatton  | Pola                        |